# Amanda Ammann
Amanda Ammann (* 8. Januar 1987 in Uzwil, Kanton St. Gallen) wurde am 13. Oktober 2007 zur Miss Schweiz 2007 gewählt. Hauptberuflich arbeitet sie als Projektleiterin im Bereich der Entwicklungszusammenarbeit und humanitären Hilfe. 

## Leben
Amanda Ammann ist die Tochter des Sekundarschullehrers, ehemaligen Kantonsrats und Eishockey-Nationalliga-A-Spielers Richard Ammann.  Ihre Mutter stammt aus der Tschechischen Republik. Mit 12 Jahren besuchte sie die Highland Oaks Middle School in Miami. Im Jahr 2005 absolvierte sie die Matura am Gymnasium Friedberg in Gossau SG.
Zum Zeitpunkt der Wahl zur Miss Schweiz 2007 lebte Ammann in Lausanne und studierte Internationale Beziehungen an der Universität Genf. Während ihres Amtsjahres nahm sie repräsentative Funktionen für zahlreiche renommierte Marken wahr. Sie setzte sich auch für gemeinnützige Organisationen ein, wie beispielsweise Amnesty International und SOS-Kinderdorf.
Nach ihrem Amtsjahr setzte sie ihr Studium in Genf fort und schloss 2010 mit dem Bachelor ab. Anschliessend arbeitete sie als Hochschulpraktikantin auf der Schweizer Botschaft in Manila. Zwischen 2011 und 2013 studierte sie International Affairs and Governance an der Universität St. Gallen und erlangte den Master. Im Jahr 2016 schloss sie an der Universität Valencia ein zweites Master-Studium im Bereich Menschenrechte, Frieden und nachhaltige Entwicklung ab.
Während und nach ihrer Ausbildung war Amanda Ammann in diversen Projektleitungs-Funktionen im privaten und öffentlichen Sektor in den Bereichen der internationalen Entwicklungszusammenarbeit, der Förderung von Sozialunternehmen und in der unternehmerischen Nachhaltigkeit tätig. Seit 2020 ist sie Vorstandsmitglied der schweizerischen gemeinnützigen Organisation cewas, welche weltweit Unternehmer und Start-ups im Wassersektor fördert. Sie spricht fliessend Deutsch, Französisch, Spanisch und Englisch.